# Dysstroma shana
Dysstroma shana là một loài bướm đêm trong họ Geometridae.